# Nikolai Andrianov
Nikolai Ost Yefimovich Andrianov, em russo: Никола́й Ефи́мович Андриа́нов, (Vladimir, 14 de outubro de 1952 – 21 de março de 2011) foi um competidor da ginástica artística, representante da antiga União Soviética. 
O até então ginasta iniciou sua carreira aos onze anos, na escola juvenil Burevestnik, localizada em sua cidade natal. Ao se tornar um profissional, começou a treinar com Nicolai Tolkachev. Anos após encerrar a carreira, em 2001, o ex-ginasta entrou no International Gymnastics Hall of Fame e no ano seguinte, tornou-se diretor da escola onde iniciou seus treinamentos.
Nikolai detém o recorde do ginasta masculino que mais medalhas conquistou em Olimpíadas, somando um total de quinze. A também soviética Larissa Latynina sustenta, desde 1964, o recorde de maior medalhista olímpica entre ginastas, enquanto nas demais modalidades o recordista é Michael Phelps, nadador. Andrianov é também conhecido por suas treze medalhas em mundiais e suas dezoito medalhas europeias, sendo dez delas de ouro. O ex-ginasta foi bicampeão olímpico no solo e no salto, bicampeão mundial nas argolas e tricampeão europeu no salto, além de bicampeão europeu no solo e campeão europeu, mundial e olímpico do individual geral.

## Carreira
O pai de Nikolai abandonou a família – ele, a mãe e suas três irmãs - enquanto o ginasta ainda era um menino. Sua reação foi a rebeldia: fugia das aulas e constantemente entrava em atrito com os professores. Ao completar onze anos, Zhenya Skurlov, melhor amigo do rapaz, convenceu-o a acompanhá-lo em uma aula de ginástica. O instrutor dos atletas era Nikolai Tolkachev, que aceitou ensinar a modalidade ao jovem Andrianov.
Não demorou muito e Tolkachev logo percebeu a necessidade de uma figura mais forte e influente sobre o rebelde garoto. Nesse momento, o treinador decidiu que Andrianov deveria morar com ele, para ser melhor orientado. O resultado veio logo em seguida: O comportamento do jovem havia melhorado e mais do que um treinador, Tolkachev era visto como um pai.
Cinco anos mais tarde, veio a estreia em uma competição, o Espartacus Júnior de 1969, em Yerevan. Terminados os eventos, Tolkachev retornou com ideias para a reformulação das rotinas do ginasta. No ano seguinte, Andrianov entrou para a equipe principal, como reserva. Em sua contínua melhora, em 1971, o atleta participava de seu primeiro Campeonato Europeu. Nele, conquistou seis medalhas - duas delas de ouro - e o reconhecimento internacional.
Em 1972, o ginasta sagrou-se a maior esperança soviética para a Olimpíada de Munique, ao tornar-se campeão no Campeonato Soviético. Apesar dos bons desempenhos, o concurso geral olímpico fora conquistado pelo japonês Sawao Kato e Andrianov, após uma queda na prova do cavalo com alças, encerrou sua participação com a quarta posição. Ainda que o predomínio fosse da equipe japonesa, a União Soviética mostrava competitividade ao ter Nikolai Andrianov como número um do solo.
Nos quatro anos seguintes, Andrianov conquistou importantes medalhas nacionais e internacionais. Durante este momento, ele casou-se com a ginasta soviética Lyubov Burda, bicampeã olímpica por equipes (1968 e 1972). Em 1975, o casal teve seu primeiro filho, Sergei, vindo a ter o segundo, dois anos mais tarde, chamado Dimitri.
Em 1976, nos Jogos Olímpicos de Montreal, Andrianov viveu o melhor momento de sua carreira: conquistou sete medalhas olímpicas – quatro delas de ouro -, entre elas o concurso geral, ao superar – pela maior margem em 42 anos- Sawao Kato, antes vencedor da disputa. Por este feito, o ginasta fora condecorado com a Ordem de Lenin e nomeado, pelos jornalistas, o esportista soviético o ano. Quatro anos mais tarde, aos 28, Nikolai participara de sua última Olimpíada, na qual conquistava mais cinco medalhas.
O ginasta retirou-se das competições neste mesmo ano e substitui seu técnico, Tolkachev, na escola de ginástica, em Vladimir. Um de seus alunos foi seu filho, Sergei, um jovem ginasta não tão expressivo quanto o pai. Nikolai ainda assistiu ginastas como Vladimir Artemov e Alexei Nemov, ambos medalhistas olímpicos.
Após a dissolução da União Soviética, Andrianov mudou-se para o Japão, onde treinou o filho de Mitsuo Tsukahara, Naoya, campeão olímpico em Sydney. Em 2011, sofrendo de atrofia sistêmica múltipla que o impedia de falar e movimentar os membros inferiores e superiores, ficou confinado em sua casa em Vladimir, na Rússia. Em 21 de março do mesmo ano, o ex-ginasta faleceu em decorrência da doença, aos 58 anos.

## Principais resultados
| Ano  | Evento                                    | AA                | Equipe           | Solo              | Cavalo com alças  | Argolas          | Salto sobre o cavalo | Barras paralelas | Barra fixa        |
| ---- | ----------------------------------------- | ----------------- | ---------------- | ----------------- | ----------------- | ---------------- | -------------------- | ---------------- | ----------------- |
| 1971 | Campeonato Europeu                        | Medalha de bronze |                  | Medalha de bronze | Medalha de ouro   | Medalha de prata | Medalha de ouro      | Medalha de prata |                   |
| 1971 | Campeonato Nacional Soviético             |                   |                  |                   |                   |                  | Medalha de ouro      |                  |                   |
| 1972 | Campeonato Nacional Soviético             | Medalha de ouro   |                  | Medalha de ouro   | Medalha de prata  | Medalha de prata | Medalha de prata     | Medalha de prata | Medalha de ouro   |
| 1972 | Jogos Olímpicos                           |                   | Medalha de prata | Medalha de ouro   |                   |                  | Medalha de bronze    |                  |                   |
| 1972 | Copa Soviética                            | Medalha de ouro   |                  |                   |                   |                  |                      |                  |                   |
| 1973 | Campeonato Europeu                        | Medalha de prata  |                  | Medalha de ouro   |                   | Medalha de prata | Medalha de ouro      | Medalha de prata |                   |
| 1973 | Jogos Universitários                      | Medalha de ouro   | Medalha de ouro  | Medalha de ouro   | Medalha de ouro   |                  | Medalha de ouro      |                  |                   |
| 1973 | Campeonato Nacional Soviético             | Medalha de ouro   |                  |                   |                   |                  |                      |                  |                   |
| 1974 | Campeonato Mundial de Ginástica Artística | Medalha de prata  | Medalha de prata |                   | Medalha de prata  | Medalha de ouro  | Medalha de prata     | Medalha de prata |                   |
| 1974 | Campeonato Nacional Soviético             | Medalha de ouro   |                  | Medalha de ouro   | Medalha de ouro   |                  | Medalha de bronze    | Medalha de ouro  |                   |
| 1974 | Copa Soviética                            | Medalha de ouro   |                  |                   |                   |                  |                      |                  |                   |
| 1975 | Copa do Mundo                             | Medalha de ouro   |                  | Medalha de prata  | Medalha de prata  |                  |                      | Medalha de ouro  |                   |
| 1975 | Campeonato Europeu                        | Medalha de ouro   |                  | Medalha de ouro   | Medalha de prata  |                  | Medalha de ouro      | Medalha de ouro  | Medalha de ouro   |
| 1975 | Campeonato Nacional Soviético             |                   |                  | Medalha de ouro   |                   |                  |                      |                  | Medalha de ouro   |
| 1976 | Jogos Olímpicos                           | Medalha de ouro   | Medalha de prata | Medalha de ouro   | Medalha de bronze | Medalha de ouro  | Medalha de ouro      |                  |                   |
| 1977 | Copa do Mundo                             | Medalha de ouro   |                  | Medalha de ouro   |                   | Medalha de ouro  | Medalha de prata     | Medalha de ouro  |                   |
| 1978 | Campeonato Mundial de Ginástica Artística | Medalha de ouro   | Medalha de prata |                   |                   | Medalha de ouro  | Medalha de prata     | Medalha de prata |                   |
| 1978 | Copa Soviética                            | Medalha de bronze |                  |                   |                   |                  |                      |                  |                   |
| 1979 | Campeonato Mundial de Ginástica Artística |                   | Medalha de ouro  |                   |                   |                  | Medalha de prata     |                  |                   |
| 1979 | Campeonato Nacional Soviético             | Medalha de bronze |                  |                   |                   |                  | Medalha de bronze    |                  |                   |
| 1980 | Jogos Olímpicos                           | Medalha de prata  | Medalha de ouro  | Medalha de prata  |                   |                  | Medalha de ouro      |                  | Medalha de bronze |